# Íñigo López Carrillo de Mendoza

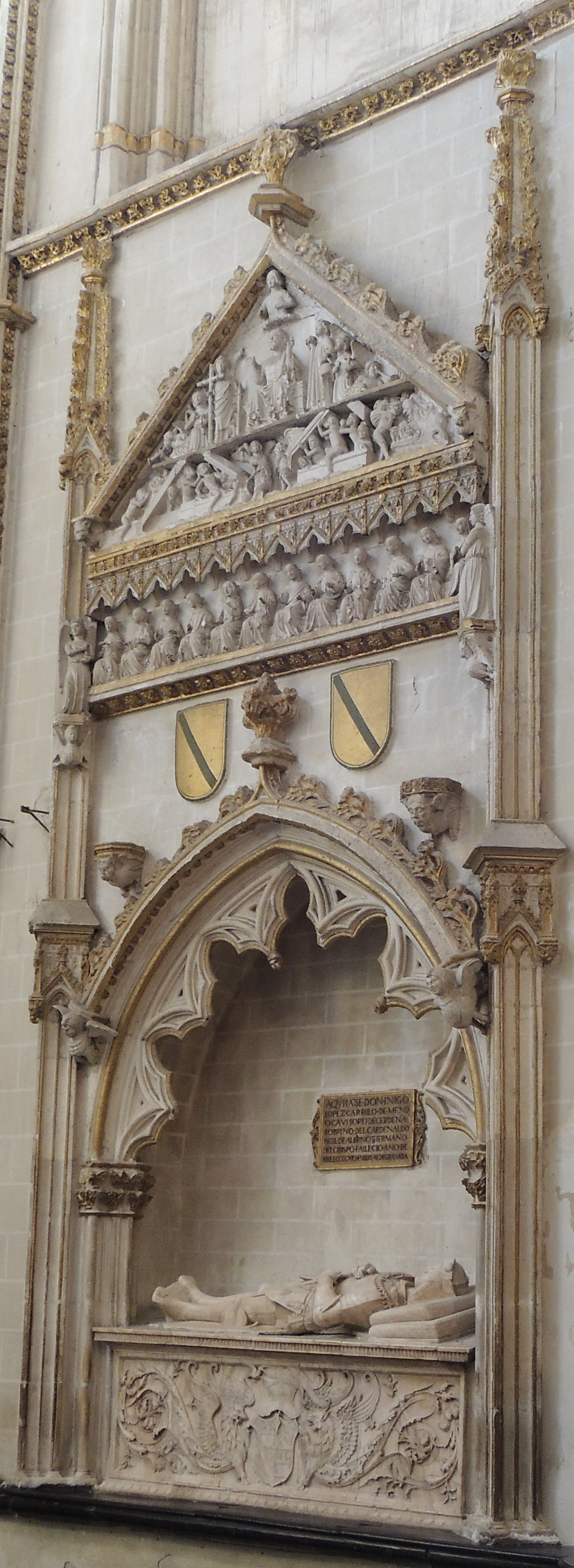
Sepulcro de Íñigo López Carrillo de Mendoza en la capilla de San Ildefonso de la catedral de Toledo

Íñigo López Carrillo de Mendoza (m. Granada, 1491), señor de Meilogo y Costa de Valls, fue un militar y hombre de estado castellano, de Cuenca.

## Familia
Cuarto hijo varón de Gómez Carrillo de Albornoz «el feo»,  que fuera consejero y maestresala de Juan II y Enrique IV, y de Teresa de Toledo, hermana del I duque de Alba. Sus hermanos fueron Juan de Albornoz, Pedro Carrillo de Albornoz, XI señor de Albornoz, Gómez de Albornoz y Alonso Carrillo de Albornoz, obispo de Ávila. Contrajo matrimonio alrededor de 1487 con Margarita Manuel de Villena, hija de Martín López de Tovar, señor de Cevico de la Torre  y Caracena, y Leonor de Villena, bisnieta de Enrique Manuel de Villena.

## Vida
El 10 de enero de 1487, el rey Fernando el Católico, lo nombró virrey de Cerdeña, cargo que desempeñó hasta su muerte.
De regreso en España, ese mismo año murió, antes del 29 de agosto de 1491, durante el asedio de Granada.  Recibió sepultura en la capilla de San Ildefonso de la catedral de Toledo. Su hermano Álvaro le sucedió hasta que fue designado el nuevo virrey o lugarteniente general, Juan Dusay.
| Predecesor: Ximén Pérez de Romaní | Virrey de Cerdeña 1488 – 1491 | Sucesor: Álvaro Carrillo de Albornoz |